# مارمولک شاخدار غول‌پیکر
مارمولک شاخدار غول‌پیکر (نام علمی: Phrynosoma asio)، گونه‌ای از مارمولک‌های شاخی‌مارمولکان است که در سواحل اقیانوس آرام در جنوب مکزیک بومی است. این بزرگ‌ترین مارمولک شاخدار است و همچنین باریک‌ترین آنها است (که ظاهری شبیه به مارمولک دارد). این گونه می‌تواند در بیابان زنده بماند. خارهای پشت و کناره‌های آن از پولک‌های اصلاح‌شده ساخته شده‌اند، در حالی که شاخ‌های روی سر آن شاخ‌های واقعی هستند (یعنی هسته‌ای استخوانی دارند).